# Arondismentul Arcachon
Arondismentul Arcachon (în franceză Arrondissement d'Arcachon) este un arondisment din departamentul Gironde, regiunea Aquitania, Franța.

## Cantoane și comune
- Cantonul Arcachon
  - Arcachón

- Cantonul Audenge
  - Andernos-les-Bains
  - Arès
  - Audenge
  - Biganos
  - Lanton
  - Lège-Cap-Ferret
  - Mios
  - Marcheprime

- Cantonul Belin-Béliet
  - Le Barp
  - Belin-Béliet
  - Lugos
  - Saint-Magne
  - Salles

- Cantonul La Teste-de-Buch
  - Gujan-Mestras
  - Le Teich
  - La Teste-de-Buch